# Pravni pomoćnik
Pravni pomoćnik ili parapravnik specijalista je pravni profesionalac koji obavlja poslove koji zahtevaju poznavanje pravnih pojmova, ali ne i punu stručnost advokata sa dozvolom za bavljenje advokaturom. Tržište parapravnika je široko, uključujući konsultante, kompanije koje imaju pravna odeljenja ili koje obavljaju aktivnosti usklađivanja sa zakonima i propisima u oblastima kao što su životna sredina, rad, intelektualna svojina, zoniranje i porezi. Pravne kancelarije i javna tela takođe imaju mnogo pomoćnih pravnika u aktivnostima podrške koji koriste druga zvanja van standardnih zvanja koja se koriste u profesiji.

## Zvanične definicije
Različite profesionalne organizacije nude različite definicije parapravnika.
- Iz Nacionalne federacije parapravnih udruženja (NFPA) [SAD]: „Parapravnik je osoba, kvalifikovana kroz obrazovanje, obuku ili radno iskustvo za obavljanje materijalnopravnih poslova koji zahtevaju poznavanje pravnih koncepata i koje obično, ali ne isključivo, obavljaja advokat. Ova osoba može biti angažovana ili zaposlena od strane advokata, advokatske kancelarije, državne agencije ili drugog subjekta ili može biti ovlašćena od strane administrativnog, zakonskog ili sudskog organa za obavljanje ovog posla. Sadržan je rad koji zahteva prepoznavanje, ocenu, organizaciju, analizu i saopštavanje relevantnih činjenica i pravnih pojmova.“[1]
- Iz Nacionalnog udruženja pravnih asistenata (NALA) [SAD]: „Pravni pomoćnici (takođe poznati kao pomoćnici pravnika) su prepoznatljiva grupa osoba koje pomažu advokatima u pružanju pravnih usluga. Kroz formalno obrazovanje, obuku i iskustvo, pravni pomoćnici imaju znanja i stručnosti u pogledu pravnog sistema i materijalnog i procesnog prava koji ih osposobljavaju da obavljaju poslove pravne prirode pod nadzorom advokata“. Ovo je bivša definicija NALA-e iz 1984. godine. Organizacija je 2001. godine usvojila definiciju Američkog advokatskog udruženja (ABA) za parapravnika/pravnog pomoćnika.[2]
- Od Nacionalnog udruženja pravnih sekretara (NALS) [SAD]: „Pravni asistent, kvalifikovan po obrazovanju, obuci ili radnom iskustvu koji je zaposlen ili zadržan kod advokata, advokatske kancelarije, korporacije, vladine agencije ili drugog subjekta i koji obavlja posebno delegirani materijalnopravni posao za koji je odgovoran advokat.“[3]
- Od Američkog udruženja za obrazovanje parapravnika (AAfPE) [SAD]: „Paralegali obavljaju materijalnopravne i proceduralne pravne poslove kako je to ovlašćeno zakonom, ovaj posao, u odsustvu parapravnika, obavlja advokat. Parapravnici poznaju zakon, što je stečeno obrazovanjem, ili obrazovanjem i radnim iskustvom, što ih kvalifikuje za obavljanje pravnog posla. Parapravnici se pridržavaju priznatih etičkih standarda i pravila profesionalne odgovornosti.”[4]
- Iz Instituta parapravnika [Ujedinjeno Kraljevstvo]: „Parapravnik je neadvokat koji obavlja pravni posao koji bi ranije obavljao advokat, ili ako bi ga obavljao advokat, bio bi naplaćen.”
- Od Parapravnog Društva Ontarija [Kanada]: „Parapravnik je pojedinac kvalifikovan kroz obrazovanje ili iskustvo licenciran da pruža pravne usluge široj javnosti u oblastima koje je ovlastilo Pravno društvo Gornje Kanade.“[5]
- Iz Nacionalnog udruženja licenciranih pomoćnih pravnika [Ujedinjeno Kraljevstvo]: „Osoba koja je obrazovana i obučena za obavljanje pravnih poslova, ali koja nije kvalifikovani advokat ili barister.“

## Literatura
- Chukwuemeka, Onwe Damian (2022-08-18). „What Is the Difference Between a Lawyer and a Paralegal?” (на језику: енглески). Knowledge of the Law. Приступљено 2022-08-18.[мртва веза]

## Spoljašnje veze
- Current ABA Definition of Legal Assistant/Paralegal Архивирано 2004-12-09 на сајту
- United States Bureau of Labor Statistics government web site Occupational Outlook for Paralegals and Legal Assistants